# 林野町
林野町（はやしのちょう）は、岡山県英田郡にあった町。
現在の美作市朽木、栄町、林野、三倉田に当たる。旧・美作町および現・美作市の中心となるエリアである。
1918年、倉敷町 → 林野町への改称とともに大字倉敷が林野に、1951年、大字三海田が栄町に改称された。
なお、美作市役所は2025年（令和7年）5月7日に栄町から中国自動車道美作インターチェンジ西側の美来地区に移転した。

## 沿革
- 1889年6月1日 - 町村制施行に伴い、英田郡朽木村、三海田村、倉敷村、三倉田村が合併し、倉敷村となる。大字倉敷に役場を置く。
- 1896年2月26日 - 英田郡倉敷村が町制、倉敷町となる。
- 1918年4月1日 - 英田郡倉敷町が改称、林野町となる。
- 1953年4月1日 - 英田郡豊田村、楢原村、勝田郡湯郷町、豊国村と合併、英田郡美作町となる。

## 地名の読み方
- 朽木（くつぎ）
- 倉敷（くらしき）
- 栄町（さかえまち）
- 三海田（みかいだ）
- 三倉田（みくらだ）
- 林野（はやしの）

## 現在の様子

### 郵便番号
- 707-0025 美作市栄町
- 707-0041 美作市林野
- 707-0042 美作市朽木
- 707-0046 美作市三倉田

707-002Xの残りの番号は楢原村を、707-004Xの残りの番号は巨勢村、豊田村を参照。

### 教育

#### 保育園
- 美作市立林野保育所

#### 中学校
- 美作市立美作中学校

#### 高等学校
- 岡山県立林野高等学校

### 交通

#### 鉄道
- JR姫新線 ： 林野駅

#### 道路

##### 高速道路
旧町内を走る高速道路なし

##### 国道
- 国道179号

##### 県道
- 主要地方道
  - 岡山県道51号美作奈義線

- 一般県道
  - 岡山県道388号馬形美作線

### 河川・山岳

#### 河川
- 吉野川
- 梶並川
- 滝川

#### 山岳
- 幕谷山

### 名所・旧跡・観光スポット・祭事・催事

#### 祭事
- 安養寺会陽（あんようじえよう）（2月第2土曜日）[2]

### 寺院・神社

#### 寺院
- 安養寺
- 寿林寺
- 法眼寺